# KBS 제2라디오 아침종합뉴스
KBS 제2라디오 아침종합뉴스는 KBS 2라디오에서 평일 아침 7시에 방송되었던 라디오 뉴스 프로그램이다. 2000년 7월 1일부터 매일 아침 7시에 《출발 뉴스센터》로 신설되어 10분간 방송되었다. 그러다가 2010년 1월 1일부터 현재의 명칭으로 변경되어 편성이 매일로 축소되어 방송되었으나, 2018년 9월 30일에 가을 개편으로 폐지되었다.

## 앵커
- 오언종, 오승원, 서기철, 성세정, 배창복, 김현태, 유지철, 강성곤,  김성수, 원석현, 장웅, 한상권, 이규봉, 이광용, 최동석, 김기만, 김승휘, 한상헌, 김재홍, 도경완, 강성규, 박태원, 오승원, 이형걸, 김홍성, 윤인구, 김태규, 이재후, 최승돈, 김희수, 이상협, 이영호, 이상호, 이재홍, 이창진, 김은성 아나운서 (남)
- 정용실, 가애란, 신윤주, 홍소연, 정다은, 백승주, 엄지인, 위서현, 김윤지, 김진희, 김성은, 황정민, 최윤경, 박지현, 국혜정, 김민정, 김솔희, 이현주, 윤수영, 전주리, 김지원, 이규원, 윤지영, 박소현, 김지윤, 강서은, 변우영, 박주아, 김보민, 이선영, 박사임, 최원정, 이지연, 이슬기, 태의경, 성기영, 백정원, 이승연, 이정민, 정세진, 박은영, 신성원, 정은승, 정지원, 이혜성, 이각경, 유지원 아나운서 (여)